# أفعى البلقان

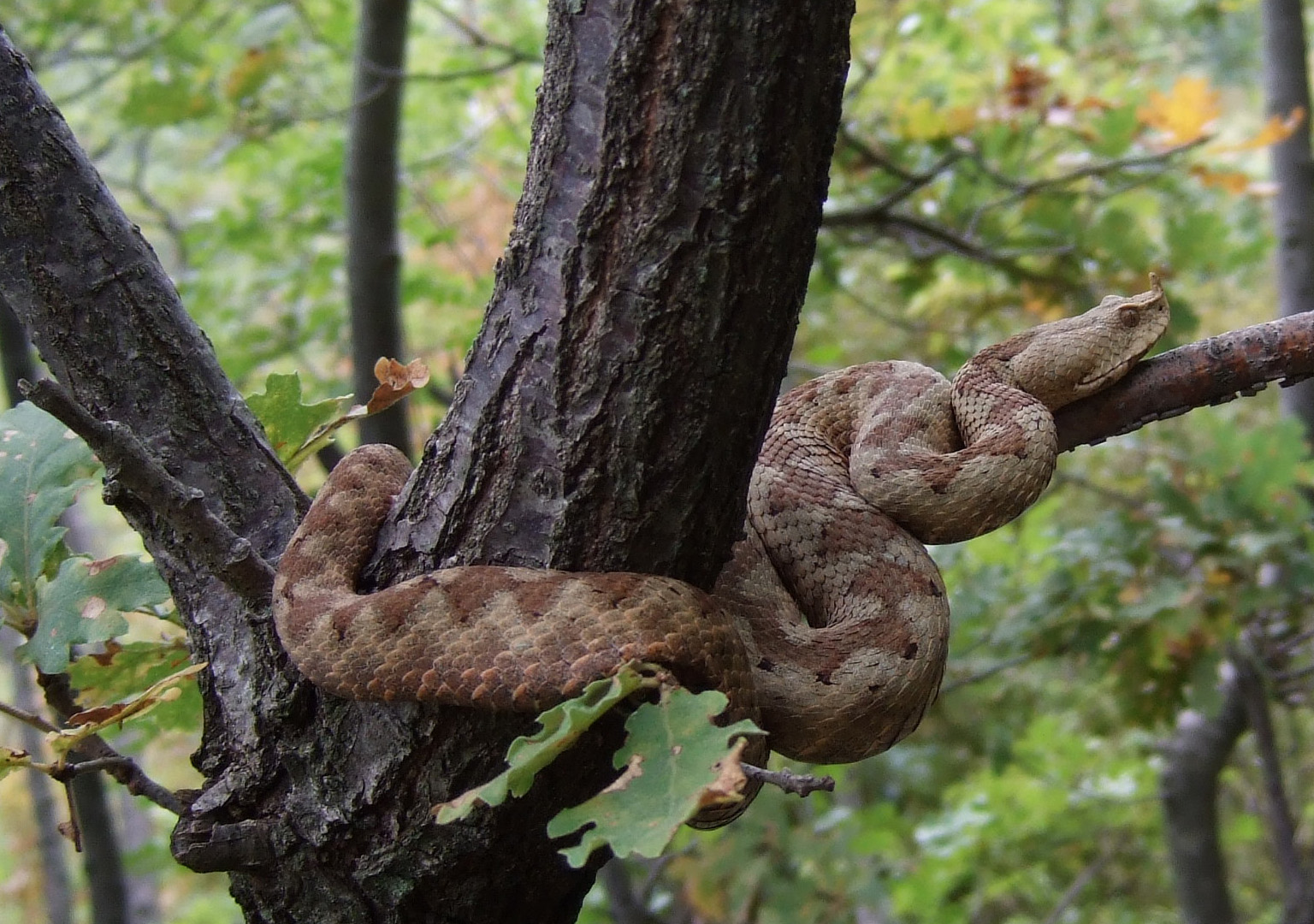
أموديت

أفعى البلقان أو أفعى أموديت (تشمل الأسماء الشائعة الأخرى أفعى مقرن، أفعى طويلة الأنف، أفعى قرنية الأنف، أفعى رملية)، هي نوع من الأفعونيات توجد في جنوب أوروبا، وخاصة شمال إيطاليا، والبلقان، وأجزاء من الشرق الأوسط. تشتهر بأنها أخطر الأفاعي الأوروبية بسبب حجمها الكبير وأنيابها الطويلة (تصل حتى 13مم) وسمها القوي. الاسم المحدد، الأموديت، مشتق من الكلمات اليونانية أموس، والتي تعني «الرمل»،  والتي تعني «الجحور» أو «الغواص»، على الرغم من تفضيلها للموائل الصخرية. تم تحديد خمسة نويعات فرعية.

## النطاق الجغرافي

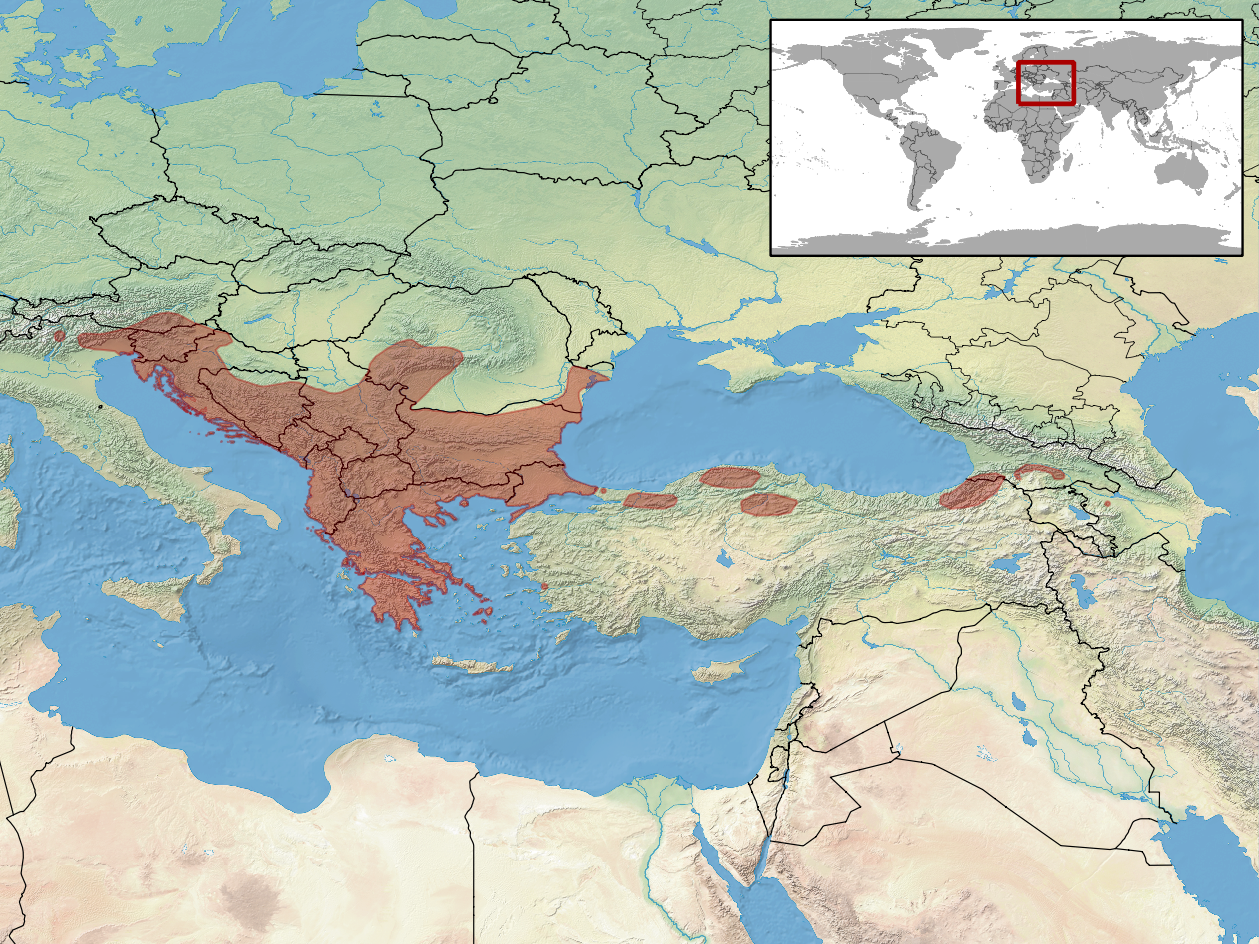
التواجد الجغرافي

شمال شرق إيطاليا وسلوفينيا وكرواتيا والبوسنة والهرسك وصربيا والجبل الأسود وألبانيا وكوسوفو ومقدونيا الشمالية واليونان (بما في ذلك سيكلاديز) وجنوب النمسا ورومانيا وبلغاريا وتركيا وجورجيا وسوريا.

## السم
من المحتمل أن يكون هذا أخطر ثعبان يمكن العثور عليه في أوروبا.